# Gátova
Gátova es una localidad y municipio español situado en la parte septentrional de la comarca del Campo de Turia (provincia de Valencia), en la Comunidad Valenciana. Limita con los municipios valencianos de Marines, Olocau y Serra, y con los municipios castellonenses de Segorbe y Altura. Cuenta con una población de 429 habitantes (INE 2024). Se trata de un municipio castellanohablante, en el que el castellano cuenta con el predominio lingüístico reconocido legalmente.
Hasta 1995 formaba parte de la provincia de Castellón.

## Historia
Los restos más antiguos de poblamiento que se conocen corresponden a un poblado de la Edad del Bronce existente en Marmalé de Abajo, sobre el que se superpuso otro de época íbera.
También ibéricas son las ruinas que se encuentran en el paraje de Torrejón.
El actual núcleo de población tiene su origen en una antigua alquería musulmana llamada Catava. Jaime I, después de la conquista, la donó, en 1238 a Pedro Fernández de Azagra (Señor de Albarracín) junto con los castillos y villas de Altura y Chelva, así como las alquerías de Cárcer y Gátova. Perteneció a la familia Sanç de Vilaragut y de Castellví, marqueses de Llanera. Fue lugar de moriscos (en 1602 había 25 casas), que dependía de Olocau, y pertenecía a la hijuela de Segorbe.
En 1995 —a petición popular— el pueblo, que antes pertenecía a la provincia de Castellón y a la comarca del Alto Palancia, pasó a integrarse en la provincia de Valencia, comarca del Campo de Turia, puesto que el ayuntamiento de la localidad se quejó de «los problemas geográficos, económicos y de servicios que la adscripción provincial a Castellón de la Plana acarreaba a la población de Gátova».
A nivel religioso, el municipio pertenece actualmente a la archidiócesis de Valencia.

## Geografía

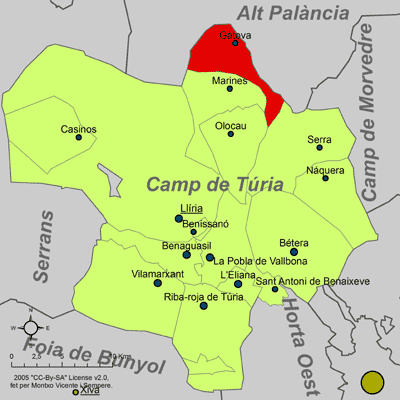
Término municipal de Gátova en la comarca del Campo de Turia.

El término municipal de Gátova se sitúa en el extremo occidental de la Sierra Calderona, la cual desciende hasta el mar Mediterráneo, al este de las montañas de la Cueva Santa y Alcublas, dentro del anticlinal iniciado por la sierra de Javalambre y continuado por la sierra de Andilla, constituyendo todas ellas las últimas estribaciones de la Cordillera Ibérica. Las cimas más destacadas son el pico del Águila (878 m), Piezarroya (841 m), Peñarroya (656 m), el Gorgo (908 m, segunda cota más alta de la Sierra Calderona), los montes Alto de la Calera (852 m), Fuenfría (781 m) y El Arenal (717 m). Abundan los manantiales, algunos minero-medicinales.
Las tierras sin cultivar están ocupadas por pinos, alcornoques, carrascas, romeros y pastos. Se caza el jabalí y otras especies de caza menor, como el conejo y la perdiz.
La población se encuentra a los pies del pico del Águila, con calles desniveladas y tortuosas que se amoldan a la topografía del terreno. Situada junto al límite con la provincia de Castellón —por la comarca del Alto Palancia—, se encuentra a 48 km de Valencia, teniendo accesos a través de la carretera CV-25 Olocau-Gátova-Altura.

## Demografía
Gátova cuenta con una población de 429 habitantes (INE 2024).
| Gráfica de evolución demográfica de Gátova entre 1842 y 2021                                                        |
| |
| Población de derecho según los censos de población del INE Población de hecho según los censos de población del INE |

Entre 1715 y 1860 su población aumentó de 90 vecinos a 1177. Este ascenso demográfico tuvo su punto más alto en el año 1930, cuando Gátova alcanzó la cifra de 1308 habitantes. Desde entonces la población ha descendido progresivamente.

## Administración y política
| Periodo   | Nombre                     | Partido            |
| --------- | -------------------------- | ------------------ |
| 1979-1983 | Victoriano Martínez Sierra | PSPV-PSOE          |
| 1983-1987 | José Romero Romero         | PSPV-PSOE          |
| 1987-1991 | Antonio Martínez Estévez   | CIG                |
| 1991-1995 | Leopoldo Romero Llima      | PSPV-PSOE          |
| 1995-1999 | Leopoldo Romero Llima      | PSPV-PSOE          |
| 1999-2003 | Leopoldo Romero Llima      | PSPV-PSOE          |
| 2003-2007 | Leopoldo Romero Llima      | PSPV-PSOE          |
| 2007-2011 | Leopoldo Romero Llima      | PSPV-PSOE          |
| 2011-2015 | Leopoldo Romero Llima      | PSPV-PSOE          |
| 2015-2019 | Manuel Martínez Romero     | Ciudadanos Contigo |
| 2019-2023 | Manuel Martínez Romero     | Contigo            |
| 2023-act. | Jesús Salmerón Berga       | PP                 |

## Economía
Basada tradicionalmente en la agricultura de secano (cereales, olivos, almendros). El poco terreno de regadío se debe al agua de las fuentes y produce hortalizas y frutales. También posee algunas explotaciones apícolas.

## Cultura

### Patrimonio
- Iglesia parroquial. Empezó a construirse en 1713. En 1910, se le agregó la capilla de la comunión y un claustro en su parte lateral derecha. Eclesiáticamente, el municipio pertenece a la diócesis de Segorbe, por lo que el templo parroquial pertenece dicha diócesis.
- El Castillo de Torrejón también llamado Torre de Torrejón
- Lavadero público. Sin duda el centro social del pueblo, restaurado en 1993, todavía hoy se puede encontrar a los paisanos conversando entre sus pilares.
- Acueducto de Piñel. Algunos lo datan como de época romana, si bien parece ser que fue construido en época musulmana. Está formado por dos arcos de piedra y servía para suministrar agua a la población. Se encuentra en la partida de Piñel, junto a la carretera Gátova-Altura, a poco más de un kilómetro del pueblo.
- El puente. Sin un nombre concreto, se sitúa sobre el «Barranquico» y la denominada «Huerta Alcaide». Fue erigido a principios del siglo XX, para dar paso a la carretera que atraviesa el pueblo. Sus llamativas dimensiones y sus arcos, construidos en su totalidad con piedra de rodeno trabajada, hacen del mismo una obra espectacular de arquitectura civil, digna de ser observada detenidamente.

### Fiestas
Celebra sus fiestas patronales del 23 al 25 de septiembre dedicadas al Cristo de la Misericordia, Nuestra Señora de la Merced y San José, donde se realizan distintas actividades para acompañar la fiesta.
Las dos últimas semanas de julio se celebran festejos taurinos.
La primera semana de agosto, se celebra la «fiesta de las chicas o mozas».
La tercera semana de agosto se celebra la fiesta de San Rafael, más conocida como «la fiesta de los chicos o mozos», con cantos hasta el amanecer de los jóvenes que recorren el pueblo al grito de «¡Viva San Rafael!».
En el mes de enero se celebra la fiesta de San Antón, el fin de semana más próximo al 17, también con verbena y hoguera, el domingo pasacalle portando los rollos las mozas en sus canastas, de casa del clavario mayor a la iglesia, para su bendición y posterior reparto, donde los vecinos y foráneos acuden a recogerlos acompañados de sus animales de compañía, y como tradición casi todos disfrazados, con motivos de crítica o sátira de hechos acontecidos durante el año.
"FIESTA DEL CERDO": Declarada de Interés Turístico Local por la Generalidad Valenciana. Esta fiesta, que se celebra a finales de febrero, trata de rememorar la tradicional matanza del cerdo que realizaban antaño con asiduidad las familias del pueblo. Consiste en mostrar a los asistentes el proceso que se lleva a cabo para obtener las diferentes partes del cerdo. Además, es una excusa para reunir en la plaza del País Valenciano a una gran cantidad de personas, que comparten un día de fraternidad y diversión. Las diferentes "cuadrillas" de amigos montan sus mesas y cocinan las piezas de embutido y carne de las carnicerías locales (que se puede comprar el mismo día en la plaza) en una gran hoguera creada para tal fin. Tras la comida, una orquesta ameniza la sobremesa y los más lanzados se animan a bailar.